# Spaceship Earth
Spaceship Earth (Nederlands: Ruimteschip Aarde) is een darkride in het Amerikaanse attractiepark Epcot. De attractie staat in het themagebied Future World en is geopend op 1 oktober 1982.

## Rit
Verhaal
Het thema van Spaceship Earth is de geschiedenis van de communicatie. Tijdens de rit passeren bezoekers verschillende scènes waarin met verschillende objecten en animatronics een bepaalde uitvinding of tijdperk uitbeelden. In de eerste scène is een neanderthaler te zien die zonder communicatiemogelijkheden probeert te overleven. Deze scène wordt gevolgd door een neanderthaler die een muurtekening maakt. In de laatste scène is een woonkamer te zien, waarin een gezin televisie kijkt. Op de televisie is maanlanding van Apollo 11 te zien. Tussenliggende scènes zijn: Egyptenaren die met hiërogliefen werken, de val van het Romeinse Rijk en de Amerikaanse burgeroorlog.
Voertuigen

De darkride maakt gebruik van het omnimoversysteem. De voertuigen zien er abstract en modern uit en moeten tijdmachines voorstellen. Ik elk voertuig is plaats voor vier personen in twee rijen van twee. Elke bezoeker heeft een ingebouwd videoscherm met speakers tot zijn beschikking. Na het instappen dienen bezoekers een keuze te maken uit zes talen, waaronder Engels, Spaans, Frans en Duits. Ook kan op de wereldkaart door middel van het touchscreen aangeklikt worden uit welk land de bezoekers komen. Tijdens de rit wordt uitleg gegeven in de gekozen taal over wat er in de scènes te zien is. Aan het einde van de rit krijgen alle bezoekers een paar vragen voorgelegd. Vervolgens krijgt elke bezoekers te zien hoe 'zijn' toekomstige stad eruit zal zien.

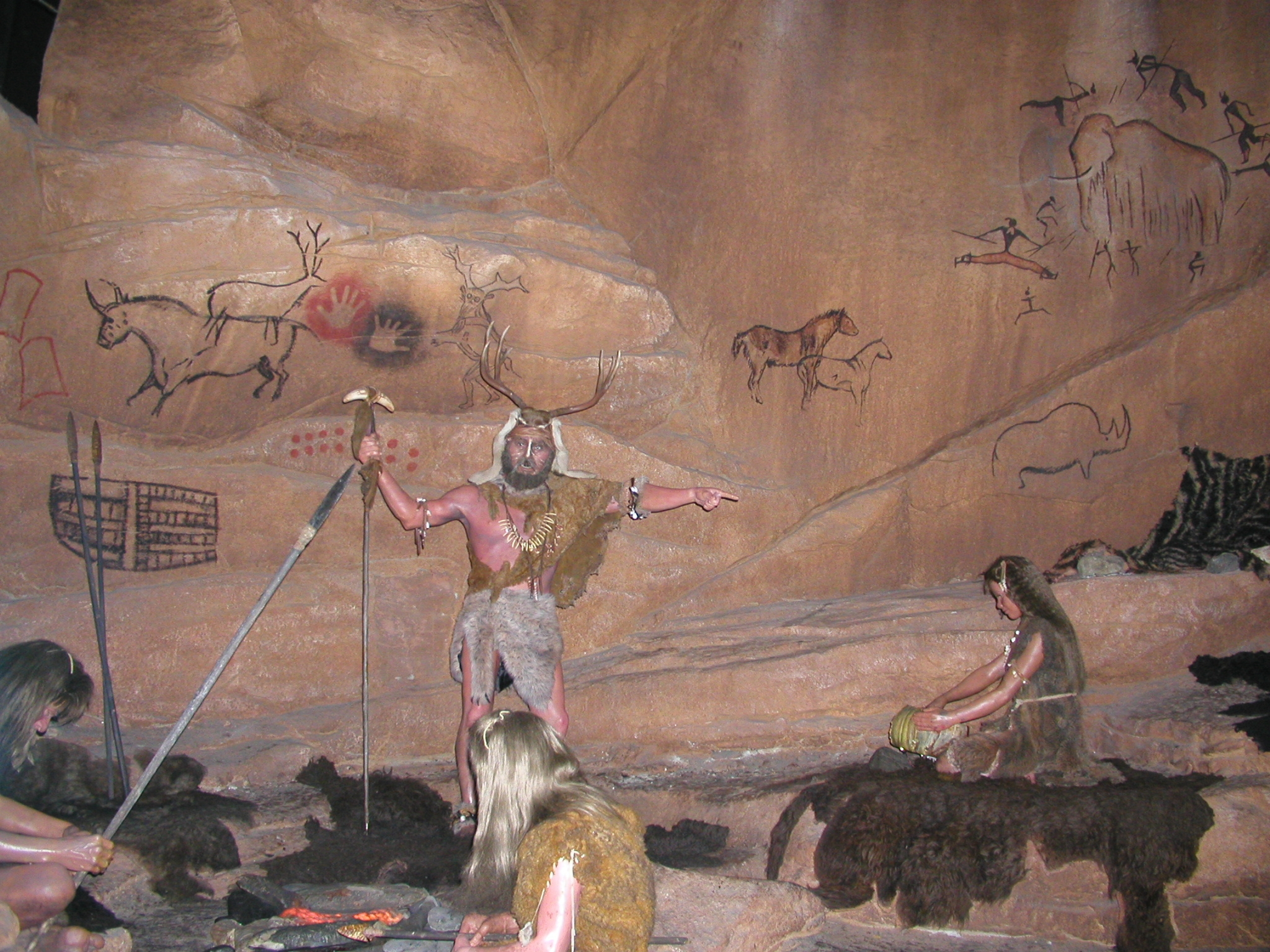
Scène met de neanderthaler, inmiddels geüpdatet.
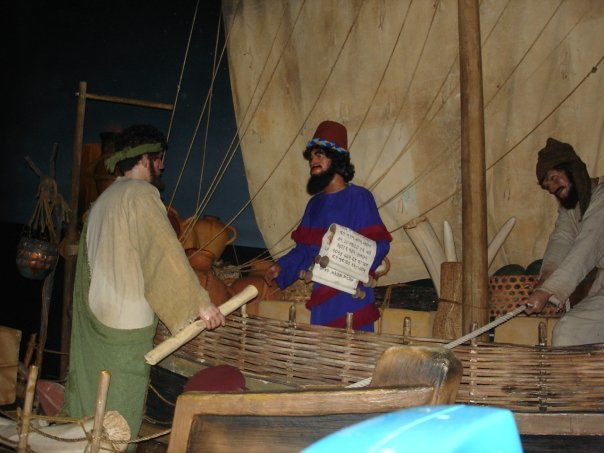
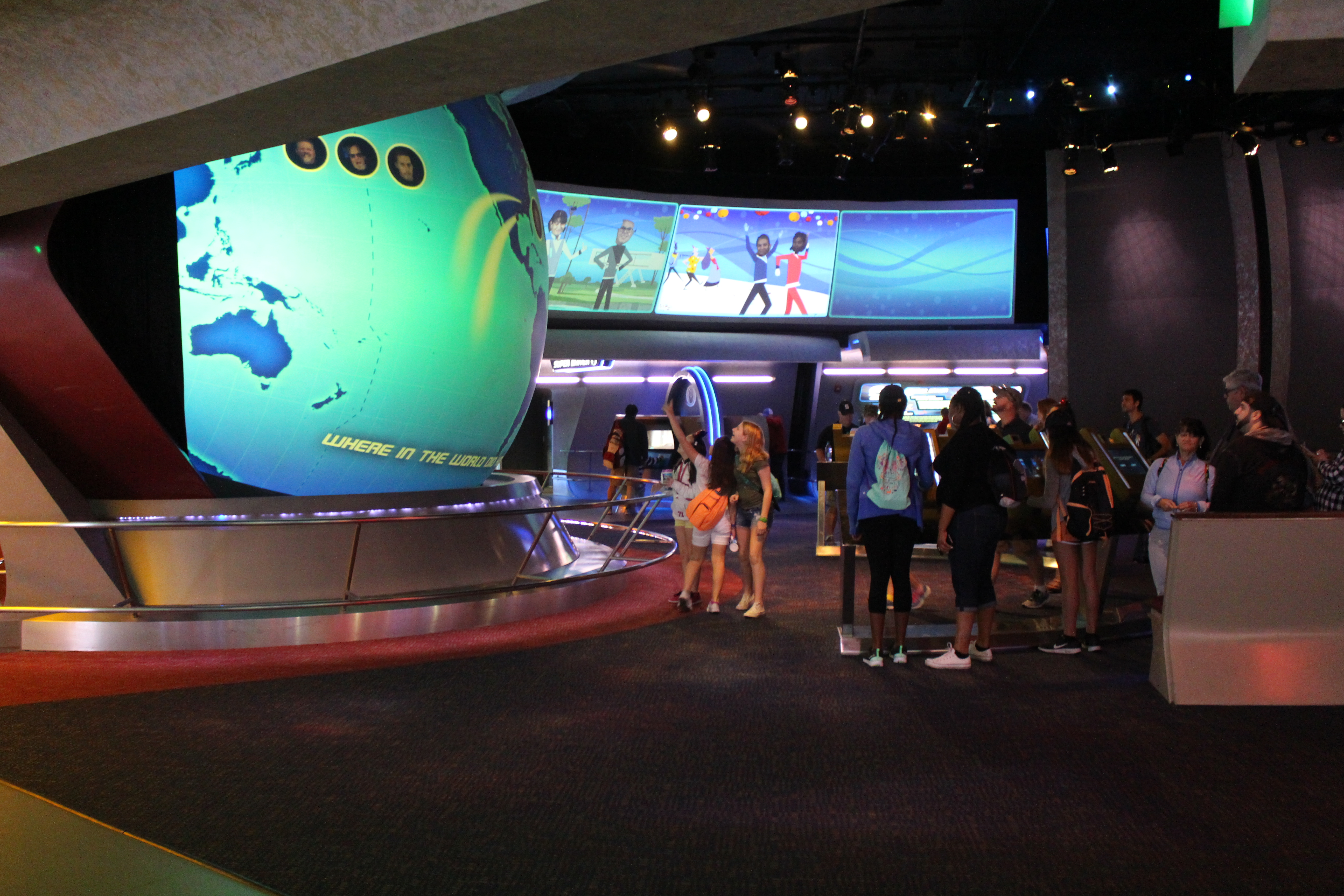
Na de rit bevindt zich een ruimte met educatieve en interactieve elementen.

## Constructie
De darkride bevindt zich een 50 meter hoge geodetische koepel, een opvallende constructie die tevens de mascotte van Epcot is. De 'bol' heeft een omtrek van 158 meter, een inhoud van 716,280 m³ en heeft een gewicht van 7.040.000 kilogram. Binnenin de koepel bevindt een oplopend spiraalvormig bouwsel van beton. Op dit omhooglopende platform bevinden zich het transportsysteem en de scènes van de darkride. De bouw van de koepel heeft 26 maanden in beslag genomen. Het station van de darkride bevindt zich op de 'begane grond' van de koepel.

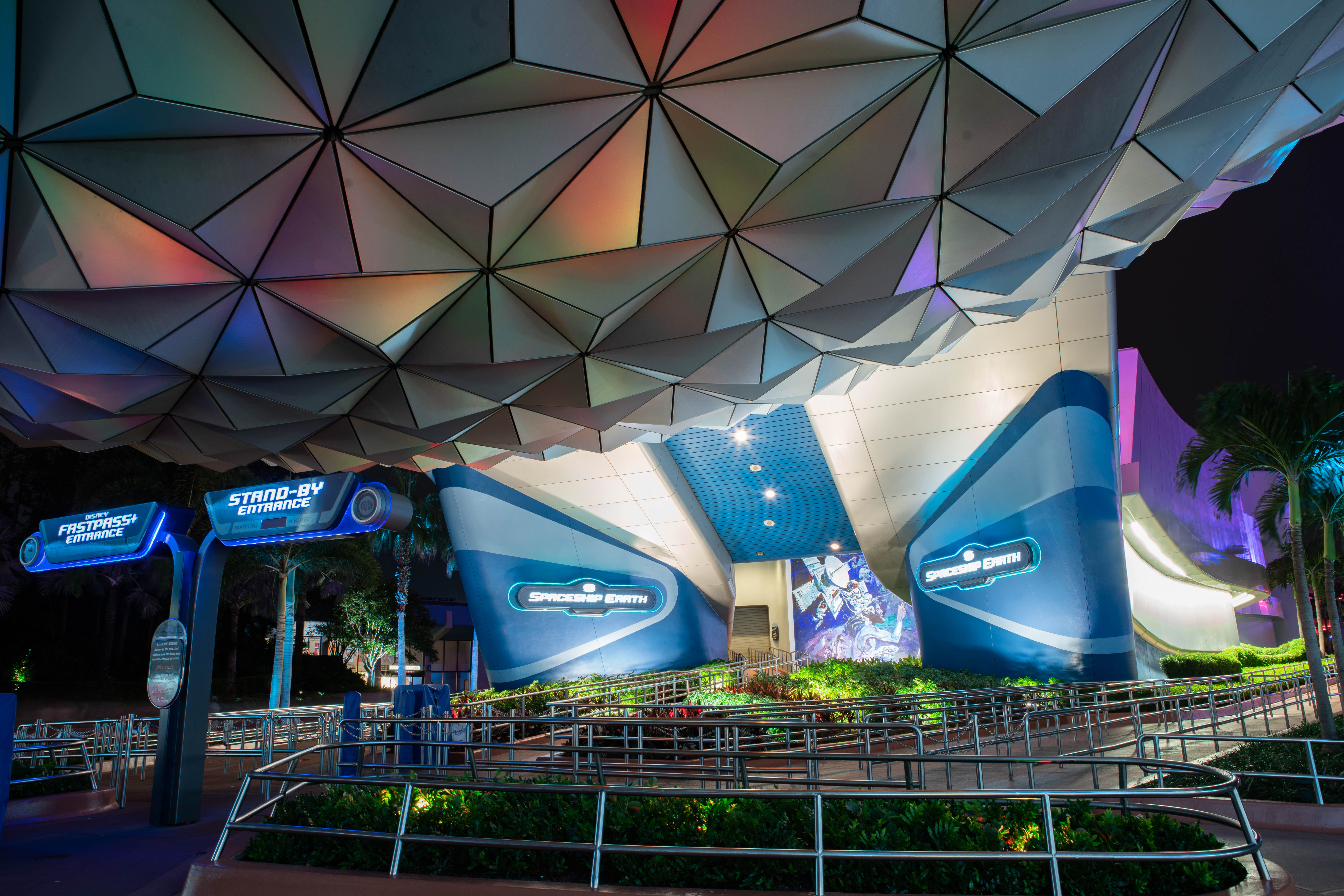
Entree onder de koepel.
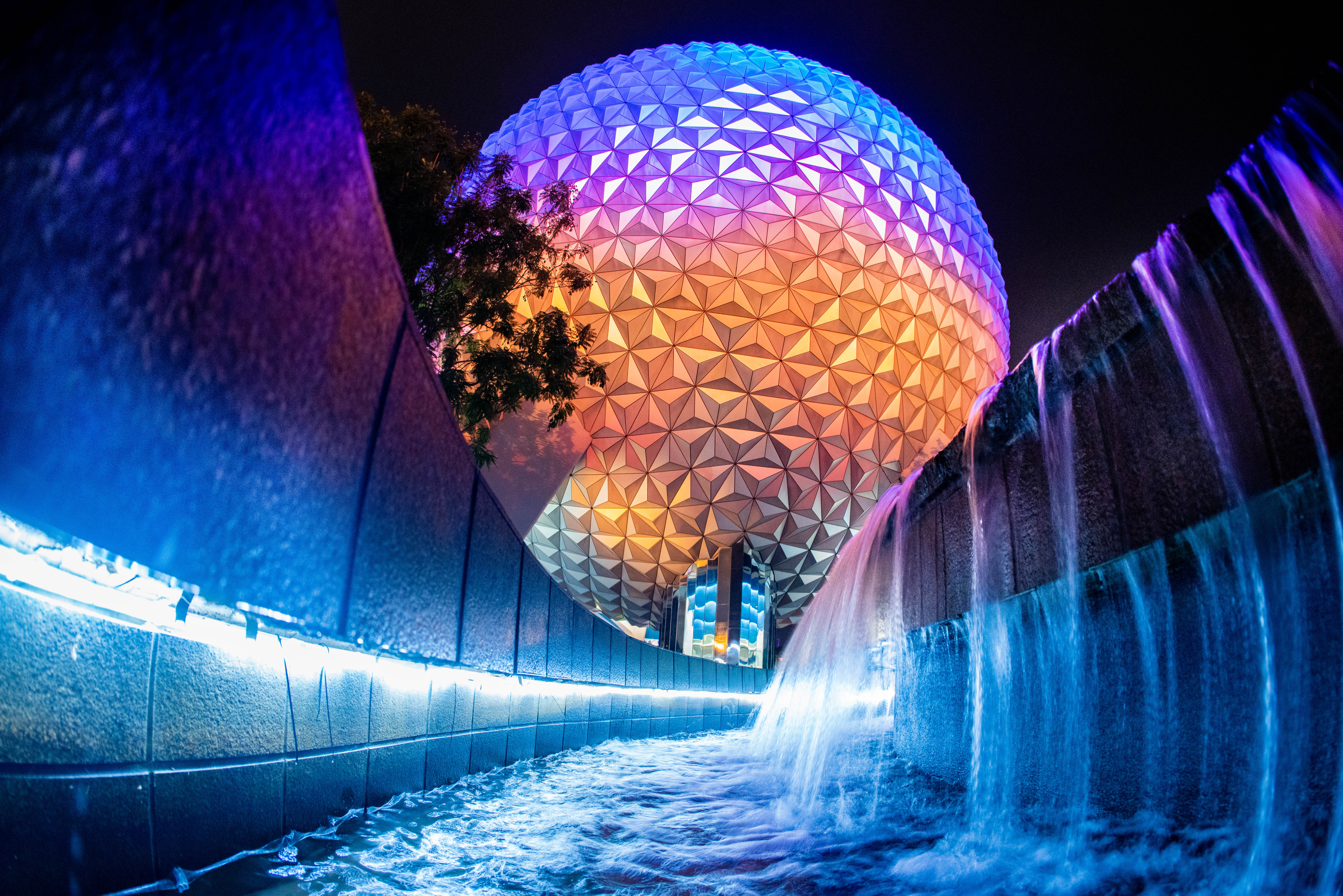
Koepel na zonsondergang.

Walt Disney World Resort · Lijst van attracties in Epcot · Fountain of Nations · afbeeldingen